# Commiphora erlangeriana
Commiphora erlangeriana är en tvåhjärtbladig växtart som beskrevs av Adolf Engler. Commiphora erlangeriana ingår i släktet Commiphora och familjen Burseraceae. Inga underarter finns listade i Catalogue of Life.